# 民族解放黨 (哥斯大黎加)
民族解放党（西班牙語：Partido Liberación Nacional，缩写為PLN）是哥斯达黎加的一个社会民主主义政黨，绰号绿白党（verdiblancos）。

## 历史
民族解放党在1948年哥斯达黎加内战结束后由何塞·菲格雷斯·費雷爾於1951年創立。很快的成為該國的重要政黨之一，多次成为执政党。该党是社会党国际成员之一。
2002年，民族解放党發生该黨历史上首次連續兩次大選失利。選舉中只获得27.1％的得票率，取得57席中的17席。在同日的總統選舉，本黨候選人罗兰多·阿拉亚·蒙赫只赢得31.0%的选票（創黨有史以來最差），并在第二轮选举中輸給阿韋爾·帕切科。
在2006年哥斯达黎加大选中，该党赢得了25个议会席位。同日的总统选举，奥斯卡·阿里亚斯以40.92%选票当选。
在2010年哥斯达黎加大选中，前副总统劳拉·钦奇利亚作为民族解放党候选人赢得大选，得票率47%，成为该国历史上首位女总统。
2011年7月的一次报纸调查显示民族解放党支持率下降。评论调查指出，财政危机、与尼加拉瓜的边界摩擦和前11月的自然灾害是公众对民族解放党政府不满情绪的因素。
在2014年大选，民族解放党候选人约翰尼·阿拉亚·蒙赫因民意支持率远低于竞争对手公民行动党候选人路易斯·吉列尔莫·索利斯，决定“放弃”角逐定于4月6日举行的第二轮总统选举。但根据哥斯达黎加宪法，阿拉亚的名字仍将出现在选举第二轮投票的选票上。根据哥斯达黎加最高选举法院提供的数据，阿拉亚得票率为22.1%。随后，阿拉亚在民族解放党总部发表讲话，承认败选并称已通过电话向当选总统索利斯表示祝贺。他还强调该党会和新政府达成全国性协议，来应对目前哥斯达黎加所面临的迫切问题。